# Cibell Naime
Cibell Naime Yordi (Caracas, 24 de enero de 1976) es una mujer venezolana que, con 18 años de edad, cometió un doble asesinato a finales de 1994. El caso causó conmoción en la sociedad y opinión pública venezolana, y fue altamente mediático.

## Primeros años
Cibell Naime Yordi nació el 24 de enero de 1976, en Caracas. Era la menor de tres hijos de una familia drusa de origen libanés, hija de Shauki Naime y Salam Yordi. Su familia tenía una muy buena posición económica, su padre Shauki era médico obstetra y trabajaba en la Clínica Santa Sofía en Caracas, además era conocido por su fuerte figura de autoridad y su severa disciplina con sus hijos, a los cuales no dudaba de propinar severos castigos físicos si lo consideraba necesario.
Cibell aunque tenía permitido tener amigas tenía prohibido hacer pijamadas, salir sin permiso, y entre otras cosas tener novio, ya que su familia al ser drusos querían que ella se casara con un joven también druso para cumplir con la tradición, por lo que la llevarían al Líbano para que contraiga matrimonio una vez terminados sus estudios. A pesar del severo control y disciplina de su familia esto no evitaba su rebeldía, saliendo y volviendo varias veces de casa sin autorización, lo que le costaba varias palizas por parte de su padre cuando la descubría, y muchas veces su madre Salam solía encubrirla para evitar que fuera golpeada.

## Acontecimientos previos
A finales de noviembre de 1994, Naime, de 18 años en ese momento, pasaba mucho tiempo en casa y había pedido a su familia que le comprara un gato para que le hiciera compañía, pero su padre se negó. Cibell vería un anuncio en un periódico en donde ofrecían mascotas a la venta, entre ellos un pequeño gato de Angora, por lo que llamó al número en el anuncio y solicitó comprarlo. El vendedor, Miguel Antonio Tauil Musso, de 30 años de edad, era también abogado aunque no ejercía, en cambio se dedicaba a la cría de animales de raza para su comercialización. Tauil acordó con la chica para entregárselo en unos días por un monto de 20,000 bolívares (118 dólares estadounidenses para el momento) y Naime aceptó.
Como no tenía el dinero suficiente para poder pagarlo Naime decidió meterse a la oficina de su padre y hurtar tres de sus cheques, y practicando toda la noche logró falsificar una firma convincente de su padre en uno.
En la tarde del 6 de diciembre de 1994, Tauil Musso condujo su vehículo hasta el colegio Minerva, de Prados del Este, donde estudiaba Naime, le entregó en una caja un pequeño gato de Angora hembra, de unos 5 meses y de color blanco, al cual Cibell llamaría Jazmín. Ella le entregó el cheque que había sacado de la oficina a su padre y con la firma falsificada, Tauil lo guardo y se fue. Naime llevó el pequeño gato a su casa diciendo que una amiga se lo había regalado, y su padre aunque tenía dudas le permitió quedárselo.
Unos días después, Shauki, que era un hombre meticuloso se dio cuenta de que un cheque faltaba de la oficina de su casa, revisó los talonarios y comprobantes hasta dar con la ausencia de uno del Banco Unión. Enojado decidió reunir a toda la familia preguntando si alguien sabía donde estaba el cheque, todos negaron saber algo, incluyendo Cibell. A pesar de que Shauki tenía fuertes sospechas de que Cibell tenía que ver con su desaparición del medio de pago no podía demostrarlo (en ese momento él no había hecho una relación en ese momento entre el cheque faltante y el gato que había traído su hija unos días antes), pero amenazó que si descubría que alguien de la familia lo había sacado le propinaría un severo castigo.
Después de la amenaza de su padre, Naime entró en pánico, ya que sabía que su padre investigaría sobre el cheque extraído y eventualmente descubriría que ella lo había tomado. Por lo que decidió llamar a Tauil pidiendo que se lo devolviera, pero este le dijo que ya lo había cobrado (el banco no se percató que la firma del cheque era falsa). Durante varios días Naime llamó a Tauil múltiples veces, pidiendo, solicitando y por último suplicando, de que le daría el dinero, pero quería que él fuera al banco a pedir la devolución del cheque ya que este era la evidencia física del robo y falsificación de Cibell, pero Tauil se negaba a hacerlo.
Ante la rotunda negativa de Tauil y a una semana después de la compra del gato, Naime decidió llamarlo nuevamente, pero esta vez fingiendo su voz diciendo que se llamaba "Adriana", y que estaba interesada en comprar una pareja de perros salchichas, la cual había visto en uno de sus anuncios. Tauil al parecer no reconoció de que quien llamaba era Naime, y la mujer le propuso que se encontraran en una panadería del centro comercial Plaza Las Américas, en El Cafetal. Pero Tauil le propuso que mejor ella fuera hasta su casa ubicada en Los Naranjos para que pudiese ver los cachorros allí. A lo cual Cibell, que fingía llamarse Adriana aceptó.
Naime decidió que llevaría al encuentro una pistola calibre 7.65 marca Walther PPK que pertenecía a su padre, en caso de que Tauil se negara nuevamente a devolverle el cheque, como un aparente método de persuasión.

## Asesinato de Miguel Tauil y Juan Carlos González
El martes 13 de diciembre de 1994, Naime tomó un taxi hasta la casa de Tauil, en la urbanización de Los Naranjos, del Municipio El Hatillo, en Caracas. Al llegar pasó a un control de vigilancia diciendo a los guardias que tenía pactada una compra con un vendedor que vivía ahí por lo que la dejaron entrar. Al llegar y haciéndose pasar por una compradora, fue recibida por Mirtelina Musso de Tauil, la madre de Miguel Tauil, quien la dejó pasar a su casa y le invito café, la mujer le aviso a su hijo de la supuesta compradora. En ese momento en la casa también se encontraba de visita un socio y amigo de Tauil, Juan Carlos González, de 19 años, que era estudiante de primer año de Farmacia en la Universidad de Santa María. Tauil al verla la reconoce, pero Naime le dice que no fue a hacer un reclamo por el cheque, sino que una tía suya, Adriana, fue la que lo llamó, y quien estaba interesada en comprar los perros, pero le dijo que su tía estaba a unas cuadras de la garita de vigilancia porque pensó que no la iban a dejar entrar. Entonces Tauil decide que fueran en su camioneta hasta donde se encontraba la supuesta tía para reunirse con ella, y le pide a su amigo González que los acompañe.
Los tres se subieron en la camioneta Toyota Land Cruiser FJ60L (conocida en Venezuela como "Samurai") de Miguel Tauil, Naime iba sentada en uno de los asientos de atrás, González en el asiento del copiloto, y Tauil iba conduciendo. Poco después de subirse a la camioneta Naime le volvería a insistir a Tauil que le devolviera el cheque, y él se negó una vez más, respuesta que Naime ya esperaba, así que decidió sacar el arma que llevaba escondida y amenazarlo, según posteriormente diría que su intención era solo la de asustarlo, pero Tauil no cedió ante la amenaza y quiso quitarle el arma, y Naime ante el intento presionó el gatillo y el disparo atravesó la cabeza de Tauil matándolo instantáneamente. Luego del disparo, que acabó con la vida de Tauil Musso, Naime y González quedaron atónitos por un momento, luego se miraron, y el adolescente le dijo que no lo matara y que no diría nada, pero Naime lo vio en ese momento como un cabo suelto y como posteriormente, le dijo: "Perdóname, yo no soy mala, pero no te puedo dejar vivo porque tú viste todo", fue entonces que le dio un tiro en la cabeza matándolo en el acto.
Luego del doble asesinato, Naime bajó de la camioneta y corrió hasta la garita de control, pero antes de llegar comenzó a caminar y disimuló irse tranquila, marchándose del lugar. Cuando llegó a su casa volvió a dejar el arma de donde la había tomado, sin que nadie de la casa se percatara que había sido sustraída. Los cuerpos de las víctimas serían encontrados por los guardias de seguridad una hora después del doble asesinato.

## Investigación del crimen y arrestos
El comisario Leonardo Díaz Paruta, jefe de la división contra homicidios de Cuerpo Técnico de Policía Judicial, fue el responsable de la investigación del caso.
Luego del crimen la investigación inicial iba dirigida a un posible ajuste de cuentas o un intento de robo que salió mal. La madre de Tauil declaró sobre la joven con la que habían salido las víctimas, proporcionando las características físicas y el nombre falso que esta había dado, "Adriana", además los vigilantes de la garita de la entrada al lugar también dijeron sobre la muchacha que había entrado sola, y que luego había salido caminando, sin que ninguna otra persona sospechosa hubiera entrado en el lapso en que ocurrió el crimen.
En la camioneta donde ocurrieron los hechos se recuperaron los casquillos del arma utilizada y también una huella dactilográfica perteneciente a una tercera persona y que a los detectives les parecía que era de una mujer. Con la bala en buen estado encontrada en el cráneo de González se pudo determinar el calibre del arma, se examinó la huella dactilar encontrada, pero no coincidió con los registros de personas con antecedentes penales. Además se hizo un retrato hablado de la misteriosa joven a partir de la información brindada por los testigos (los testigos eran la madre de Tauil, los guardias de seguridad de la entrada y el taxista con quien viajó la sospechosa), aunque los investigadores todavía dudaban de si esta joven había actuado sola. Se hicieron ruedas de reconocimiento con jovencitas con antecedentes delictivos, pero ninguno de los testigos reconoció entre ellas a la sospechosa que las autoridades buscaban.
En enero de 1995, al mismo tiempo que los detectives seguían investigando el doble asesinato, el padre de Cibell, Shauki, se dirigió al Banco Unión para consultar con el gerente sobre su cheque desaparecido; y éste le informa que el cheque con su firma había sido cobrado en diciembre por 20,000 bolívares; Shauki le explica que ese cheque no había sido entregado por él y pidió el nombre del cobrador, luego buscó el nombre en la guía telefónica. Cuando Shauki llama al número es respondido por Antonio Tauil, el padre de Miguel, le pide hablar con su hijo, pero este le dice que no podía atenderlo porque había fallecido en diciembre, mientras Shauki le da las condolencias, en la breve conversación con el hombre se toca el tema del negocio de su hijo de (la venta de animales) y Shauki hace relación entre el cheque robado y el gato que Cibell había llevado a su casa, que supuestamente se lo había regalado una amiga. Aunque él no sospechó que Cibell tuviera algo que ver con la muerte del joven.
Shauki furioso por lo del cheque y la mentira de Cibell quiso desquitarse, pero su esposa Salam lo convenció de que no le hiciera nada, debido a que la familia estaba a punto de partir a unas vacaciones a Orlando, en Florida, Estados Unidos, a visitar a unos parientes, y no era conveniente que Cibell viajara golpeada, Shauki estuvo de acuerdo y viajaron sin reclamarle nada a Cibell. Al regreso del viaje Shauki le dio la brutal paliza que se había estado guardando, fue tal que le dejó el rostro desfigurado y el ojo izquierdo cerrado por la hinchazón de los golpes.
A medida que las hipótesis de ajuste de cuentas, intento de robo, venganza y crimen pasional entre otras iban siendo descartadas, los detectives decidieron investigar más a fondo los estados de cuentas de Tauil Musso y González, y del negocio de ambos, ahí es donde el banco le informa a las autoridades sobre un reclamo de un cheque hecho hace unos días, y a partir de ahí deciden ir a investigar a la familia Naime.
El miércoles 18 de enero de 1995 la policía va a la casa de los Naime-Yordi y arrestan a Cibell, a su hermana y a su madre. Después de la detención, a los testigos le costó reconocer a Cibell porque tenía el rostro desfigurado que le había causado la paliza propinada por su padre. Los testigos luego confirmaron que era ella la joven de aquel día y la huella encontrada en el vehículo coincidía con las suyas, además el arma del doble homicidio era la misma que su padre tenía en la casa. También las autoridades acusaron a Shauki Naime por el delito de sevicia, según el artículo 439 del Código Penal Venezolano, debido a la feroz golpiza que le dio a su hija.
La policía técnica le entregó a la prensa las fotografías de Cibell Naime, pues Díaz Paruta quería evitar que se corriera el rumor de que había sido golpeada por la policía. También fue evaluada por un médico forense, para describir las lesiones con las que llegó a la comisaría.
La defensa restringió declaraciones a la prensa y utilizó el recurso de que Cibell Naime sufría de Trastorno límite de la personalidad, la cual le hacía tener comportamientos impulsivos. La evaluación psiquiátrica forense determinó que padecía también de ansiedad y ataques de pánico debido al maltrato que sufría en casa. Asimismo, para el momento existió el rumor de que Antonio Tauil, padre de la víctima y abogado acusador, había amenazado de muerte a Cibell, por lo cual ella era trasladada a los tribunales con chaleco antibalas y operativo especial de seguridad.

## Condena y liberación
Shauki Naime acompañó a su hija durante el proceso judicial en todo momento. En 1996, Naime Yordi fue condenada y el juez del Tribunal, Cristóbal Ramírez Colmenares le dictó una sentencia de 30 años de prisión, tras ser encontrada culpable del delito de homicidio intencional calificado, fue trasladada al Instituto Nacional de Orientación Femenina, en Los Teques, estado Miranda. Esa fue una de las primeras condenas de 30 años en el país, la cual es la pena máxima de prisión en Venezuela. La pequeña gata, Jazmín, luego del arresto de Cibell permaneció con la familia Naime hasta su muerte.
Unos años después de su condena se mostró rebelde y, por mala conducta, fue trasladada al anexo femenino de la Penitenciaría General de Venezuela, en San Juan de Los Morros. Luego de 2001, tuvo mejor comportamiento, se graduó de bachiller y quiso comenzar sus estudios de arquitectura. El viernes 15 de abril de 2005 se le otorgó el beneficio de reinserción laboral, es decir, que podía trabajar normalmente y debía volver en un horario establecido a su prisión. En 2006, el entonces juez Maikel Moreno le otorgó la libertad bajo régimen de presentación.
En 2017 la periodista venezolana Angie Pérez posteo en su Twitter que Naime era candidata en las elecciones a la Asamblea Nacional Constituyente de Venezuela, además se publicaron supuestas fotografías suyas de adulta, de su familia y de su nueva vida, la información aparentemente sería falsa y no se pudo demostrar que se trataran de la misma persona.

En febrero de 2025 la pena de 30 años de prisión quedo cumplida por completo y quedo bajo libertad absoluta. Justo para la terminación total de la condena Naime reapareció en la escena pública con una transmisión en vivo por la red social TikTok:
"Les pido mil disculpas. Simplemente perdón… Si pudiera retroceder el tiempo, lo haría. ...lo que uno hace lo paga y yo lo estoy pagando todos los días. No estoy aquí para hacer el papel de víctima. Vengo a contar mi historia de vida para que las personas aprendan, me conozcan y sepan la realidad que vive una persona después de cometer todos los errores que cometió en la vida. Todo tiene sus consecuencias...".

## Representaciones
- Su caso fue recreado en el programa de televisión venezolano Archivo Criminal (1999-2002), en la primera temporada, episodio 69 llamado "Dos vidas por un gato: el felino mortal" emitido en 1999. Cibell Naime es interpretada por Anabelle Blum.[19]